# Wybory generalne w Nikaragui w 1990
Wybory generalne w Nikaragui w 1990 – wybory prezydenckie i parlamentarne, które odbyły się 25 lutego 1990. W ich wyniku rządzący od 1984 prezydent Daniel Ortega został zastąpiony przez Violetę Chamorro, a zdominowany przez Sandinistowski Front Wyzwolenia Narodowego parlament został przejęty przez Narodową Unię Opozycyjną.

## Tło historyczne
W 1979 rządzący Nikaraguą dyktator Anastasio Somoza został obalony w wyniku zamachu stanu. Daniel Ortega był częścią rządzącej od tej pory krajem junty, a w 1984 wygrał pierwsze po przewrocie wybory prezydenckie. Parlament natomiast był zdominowany przez Sandinistowski Front Wyzwolenia Narodowego. W 1990 prezydent Ortega ubiegał się o reelekcję.
Najstarszy dziennik nikaraguański „La Prensa” założony w 1926 był krytyczny zarówno w stosunku do Anastasio Somozy, jak i Daniela Ortegi. Obu przywódców gazeta nazywała dyktatorami. Somoza kilka razy nakazywał zamknięcie dziennika, a w 1978 na jego polecenie redaktor naczelny Pedro Joaquina Chamorro został zabity. Rok później samoloty i artyleria ostrzelały redakcję w Managui. Również Ortega w czasie swojej prezydentury podejmował próby przejęcia lub uciszenia dziennika. W wyborach prezydenckich w 1990 Narodowa Unia Opozycyjna poparła kandydaturę Violety Chamorro, dziennikarki i wdowy po Pedro Joaquínie Chamorro.

## Wyniki wyborów
| Kandydat                            | Partia                                                  | Głosy     | %     |
| ----------------------------------- | ------------------------------------------------------- | --------- | ----- |
| Violeta Barrios de Chamorro         | Narodowa Unia Opozycyjna                                | 777 552   | 54,74 |
| Daniel Ortega                       | Sandinistowski Front Wyzwolenia Narodowego              | 579 886   | 40,82 |
| Erick Ramírez Beneventes            | Społeczna Partia Chrześcijańska                         | 16 751    | 1,18  |
| Issa Moisés Hassán Morales          | Ruch Jedności Rewolucyjnej                              | 11 136    | 0,78  |
| Bonifacio Miranda Bengoechea        | Partia Rewolucyjna Robotnicza                           | 8 590     | 0,60  |
| Isidro Téllez Toruño                | Marksistowsko-Leninowski Ruch Akcji Ludowej             | 8 115     | 0,57  |
| Fernando Bernabé Agüero Rocha       | Społeczna Partia Konserwatywna                          | 5 798     | 0,41  |
| Blanca Rojas Echaverry              | Środkowoamerykańska Partia Unionistyczna                | 5 065     | 0,36  |
| Eduardo Molina Palacios             | Demokratyczna Partia Konserwatywna Nikaragui            | 4 500     | 0,32  |
| Rodolfo Robelo Herrera              | Niezależna Partia Liberalna na rzecz Jedności Narodowej | 3 151     | 0,22  |
| Głosy nieważne                      | Głosy nieważne                                          | 90 249    | –     |
| Razem                               | Razem                                                   | 1 510 838 | 100   |
| Zarejestrowani wyborcy / frekwencja | Zarejestrowani wyborcy / frekwencja                     | 1 752 088 | 86,23 |

| Partia                                                  | Głosy     | %     | Miejsca |
| ------------------------------------------------------- | --------- | ----- | ------- |
| Narodowa Unia Opozycyjna                                | 764 748   | 53,88 | 51      |
| Sandinistowski Front Wyzwolenia Narodowego              | 579 723   | 40,84 | 39      |
| Społeczna Partia Chrześcijańska                         | 22 218    | 1,57  | 1       |
| Ruch Jedności Rewolucyjnej                              | 13 995    | 0,99  | 1       |
| Partia Rewolucyjna Robotnicza                           | 10 586    | 0,75  | 0       |
| Marksistowsko-Leninowski Ruch Akcji Ludowej             | 7 643     | 0,54  | 0       |
| Społeczna Partia Konserwatywna                          | 6 308     | 0,44  | 0       |
| Środkowoamerykańska Partia Unionistyczna                | 5 565     | 0,39  | 0       |
| Demokratyczna Partia Konserwatywna Nikaragui            | 5 083     | 0,36  | 0       |
| Niezależna Partia Liberalna na rzecz Jedności Narodowej | 3 515     | 0,25  | 0       |
| Głosy nieważne                                          | 90 249    | –     | –       |
| Razem                                                   | 1 510 838 | 100   | 92      |
| Zarejestrowani wyborcy / frekwencja                     | 1 752 088 | 86,23 | –       |